# トラミーノ

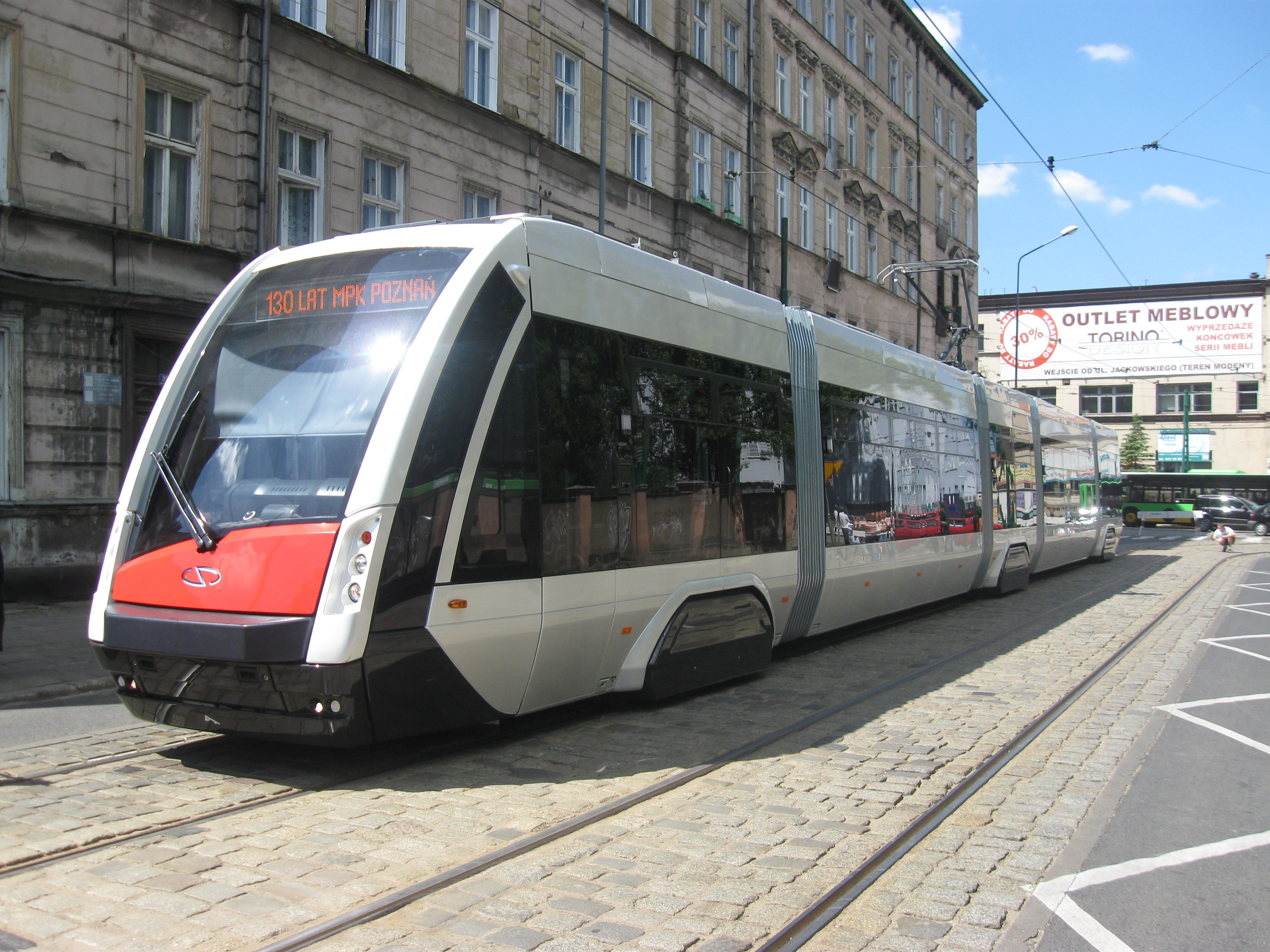
試作車
（トラミーノ・S100）

トラミーノ（Tramino）はポーランド・ポズナンの車両メーカーであるソラリス（Solaris Bus & Coach S.A.）が開発した路面電車（超低床電車）ブランド。2019年現在ポーランドやドイツの5都市の路面電車に導入されている。それまでバスの製造を行っていたソラリスが初めて製造した鉄道車両であったが、2017年4月1日に設立されたシュタッドラー・レールとの合弁会社であるソラリス・トラム（Solaris Tram）を経て、2018年11月20日以降はシュタッドラーの子会社のシュタッドラー・ポルスカ（Stadler Polska）によって展開が行われている。

## ポズナン

### 概要

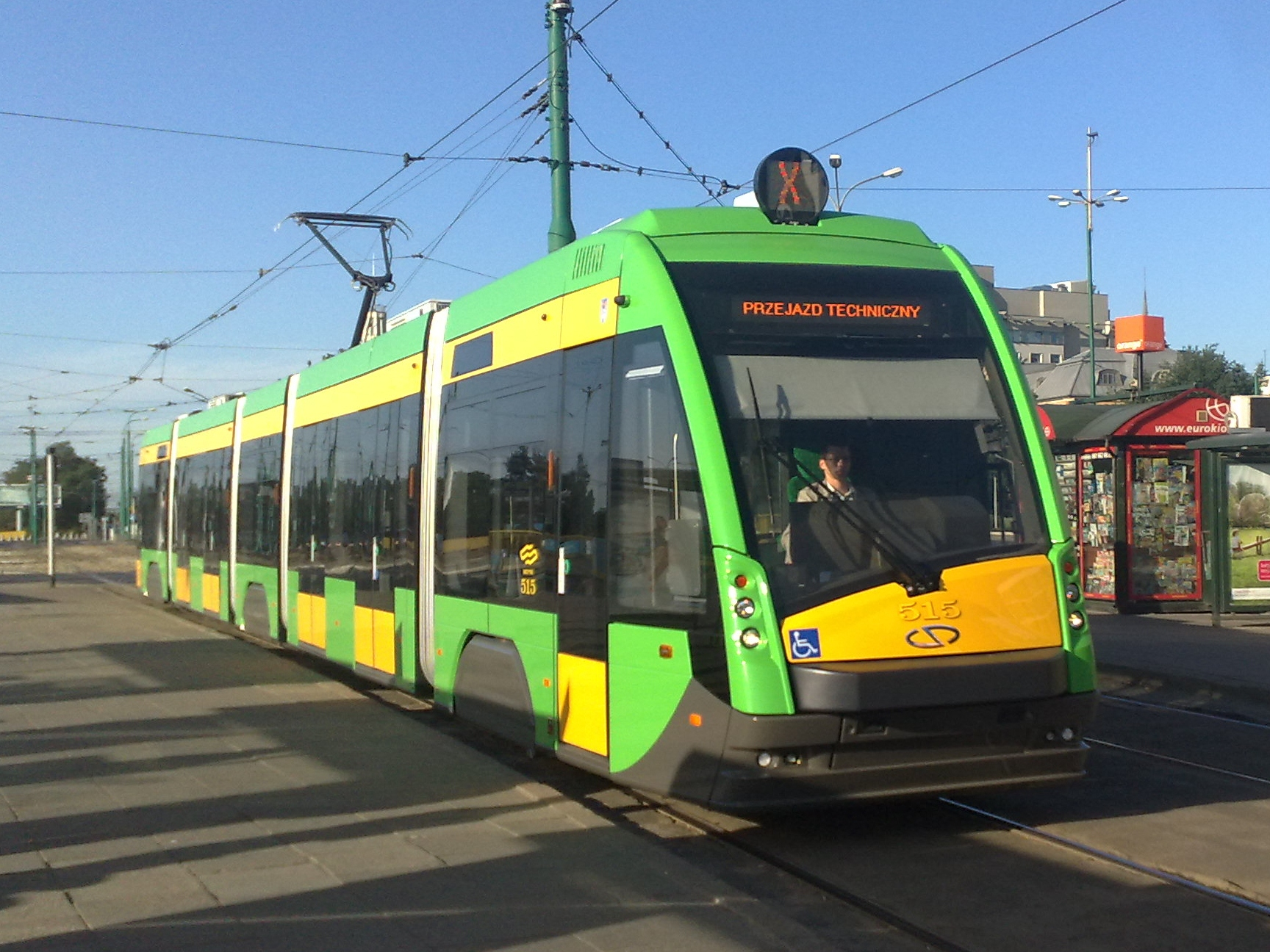
トラミーノ・S105p

2009年に製造されたトラミーノの試作車（トラミーノ・S100、Tramino S100）は同年10月14日にグダニスクで開催された鉄道見本市のTrakoで展示された後、翌2010年3月以降ポーランド・ポズナンを走るポズナン市電で試運転が実施された。同年に開催された第8回イノトランスでの展示を経て、2011年1月28日から営業運転に用いられている。
一方、2009年11月23日にポズナン市電を運営するポズナン市交通局は40編成の量産車（トラミーノ・S105p、Tramino S105p）を購入する契約を交わし、同年12月28日には更に5編成の追加契約を交わした。搬入は2011年から行われ、2012年までに全45編成が導入されている。導入に際して全費用の3億1,300万ズウォティのうち59％は欧州連合からの補助金によって賄われている。
これらの車両は直流600 V（架空電車線方式）に対応した片運転台式の5車体連接車で、台車がある小型車体が大型フローティング車体を挟む編成を組む。量産車（S105p）は試作車（S100）と比べて車体幅が拡大した他、座席数を減らした事で立席定員が増加している。

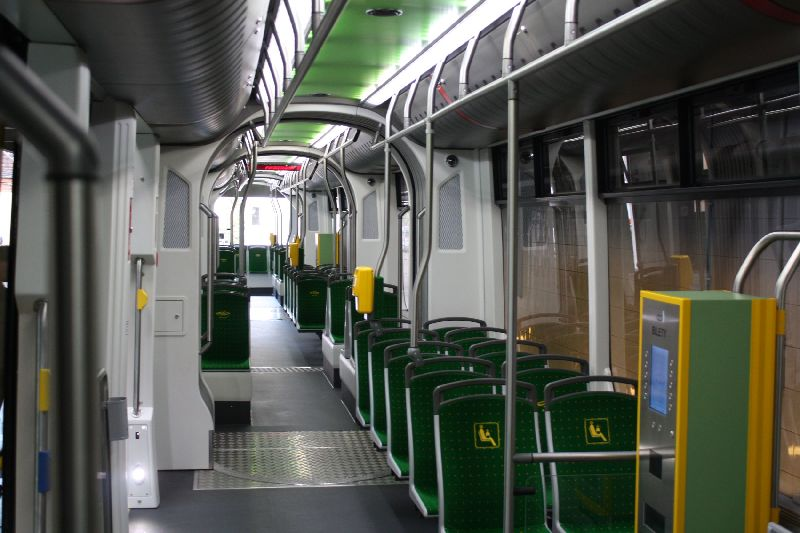
車内
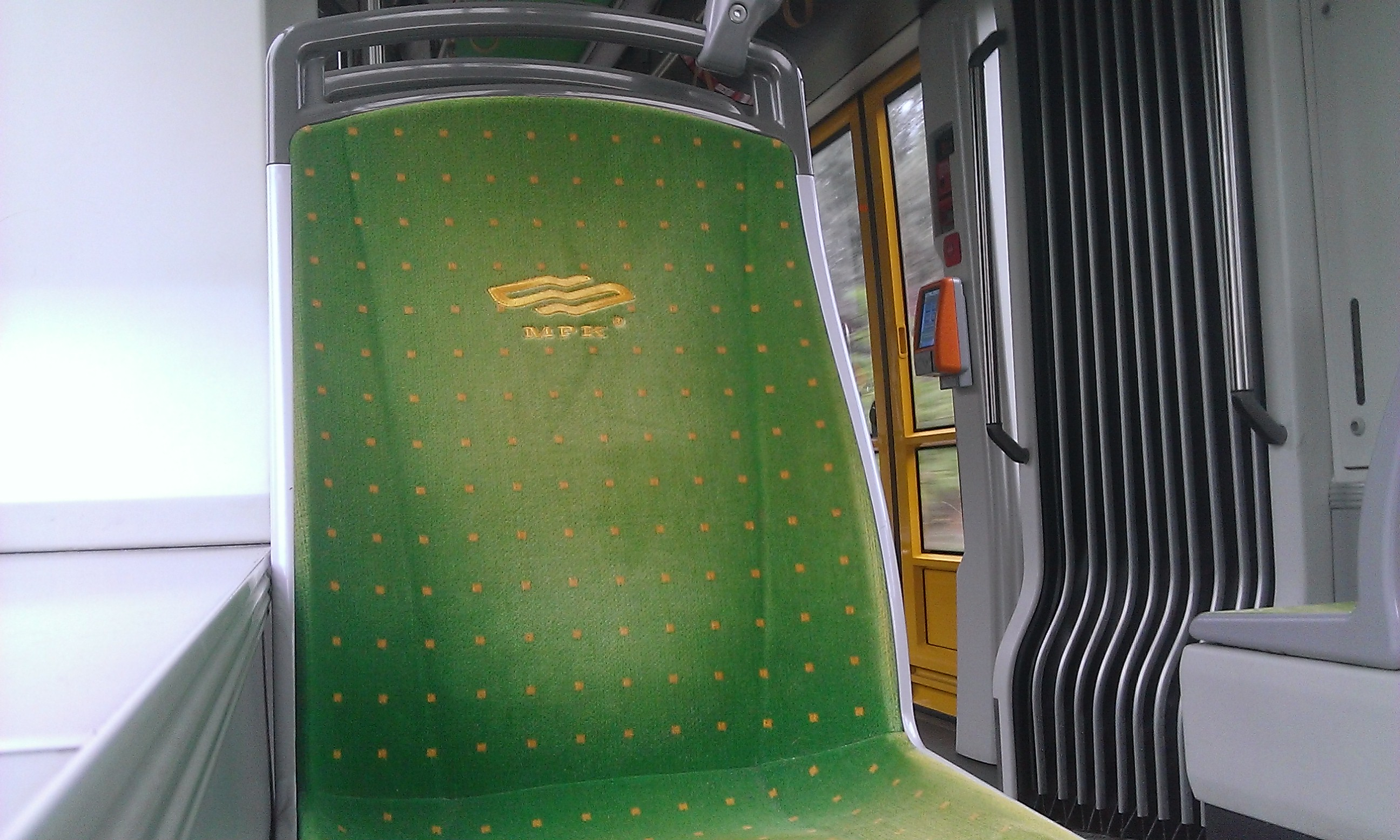
座席には緑色のモケットが張られている
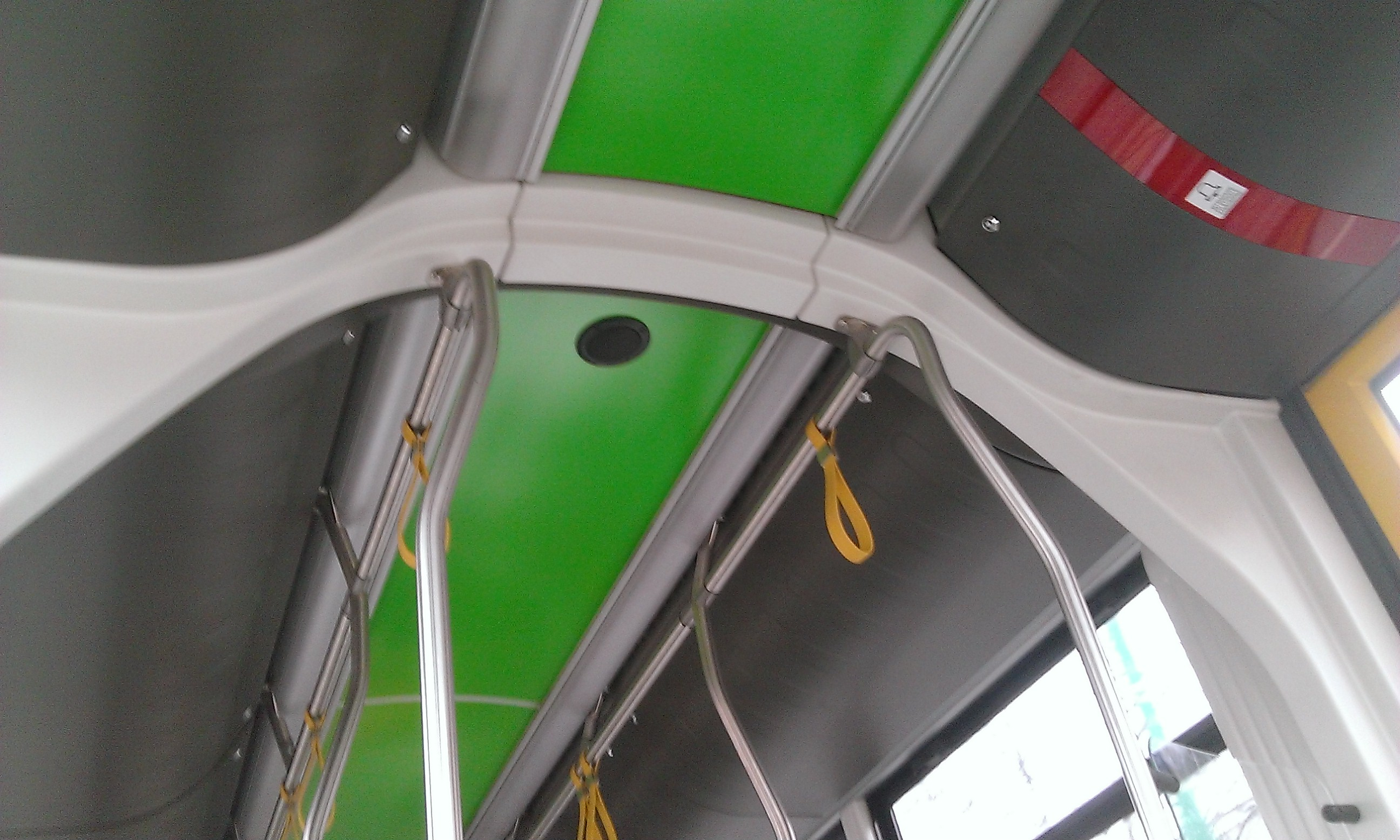
天井
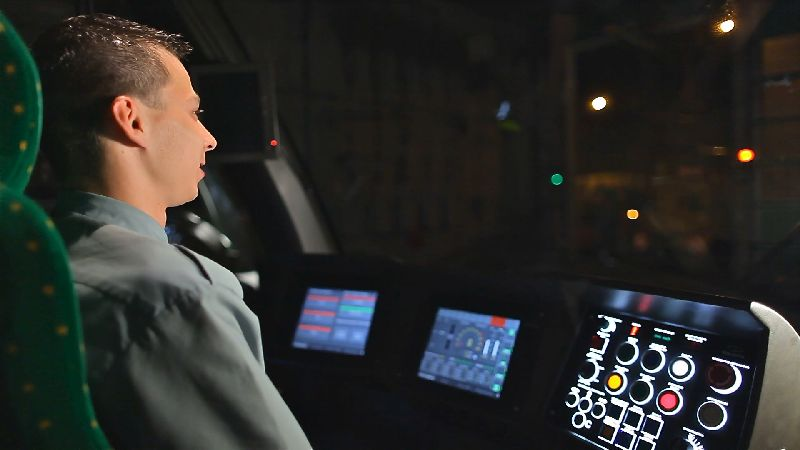
運転台
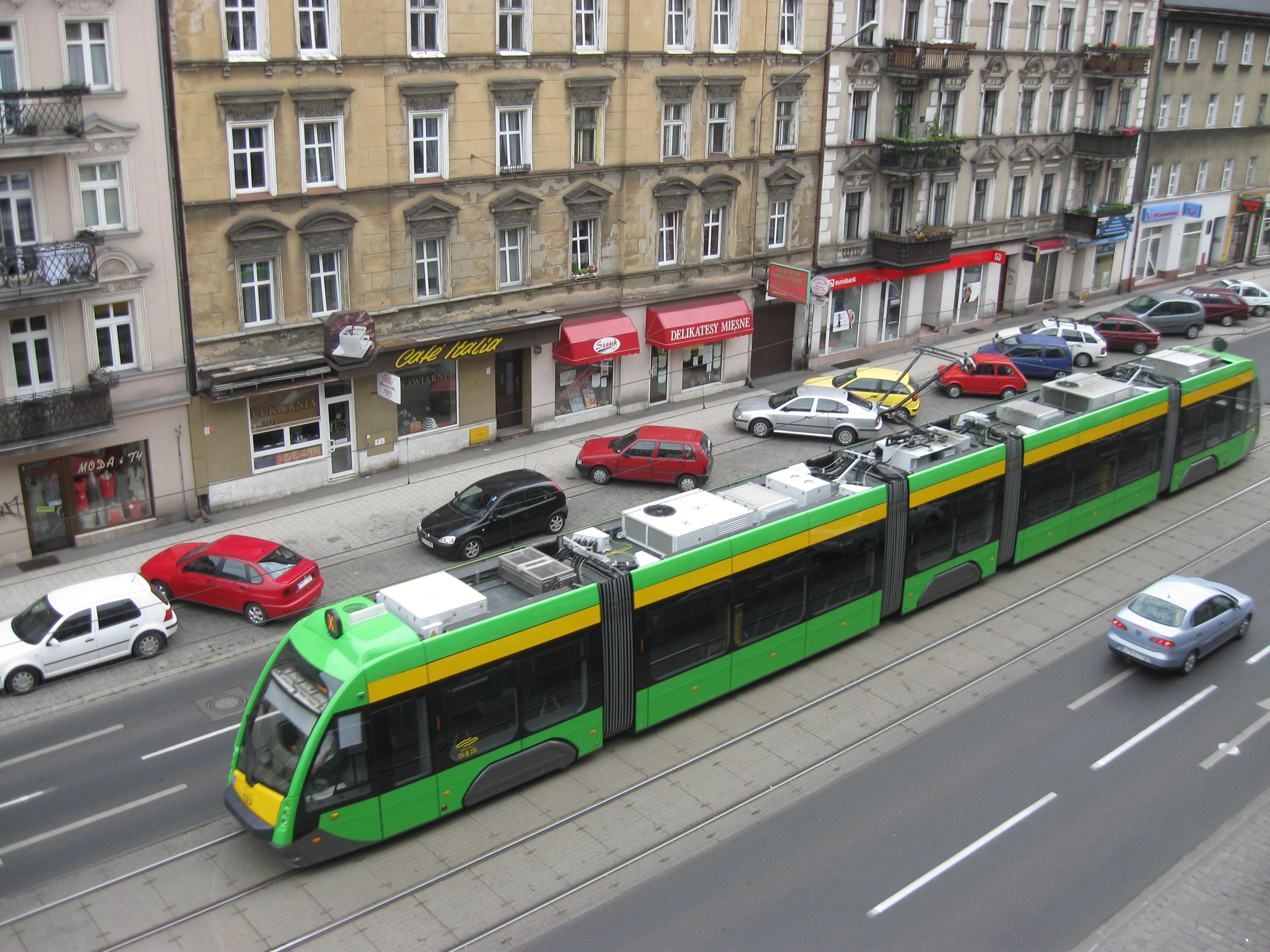
屋根上の様子

### 諸元
| 形式                                  | 製造年                         | 総数                         | 軌間                                      | 編成                 | 運転台                   | 台車数                          | 備考・参考   |
| ------------------------------------- | ------------------------------ | ---------------------------- | ----------------------------------------- | -------------------- | ------------------------ | ------------------------------- | ------------ |
| "トラミーノ・100S" "トラミーノ・105p" | 2009(S100) 2011-12(S105p)      | 1編成(S100) 45編成(S105p)    | 1,435mm                                   | 5車体連接車          | 片運転台                 | 2基（動力台車） 1基（付随台車） | [ 6 ] [ 11 ] |
| "トラミーノ・100S" "トラミーノ・105p" | 全長                           | 全幅                         | 全高                                      | 床面高さ             | 低床率                   | 車輪経                          | 重量         |
| "トラミーノ・100S" "トラミーノ・105p" | 31,700mm(S100) 32,026mm(S105p) | 2,350mm(S100) 2,420mm(S105p) | 3,575mm (集電装置除) 3,760mm (集電装置含) | 350mm                | 100%                     | 600mm(S100) 620mm(S105p)        | ？           |
| "トラミーノ・100S" "トラミーノ・105p" | 営業最高速度                   | 設計最高速度                 | 着席定員                                  | 折り畳み座席定員     | 立席定員                 | 電動機出力                      | 編成出力     |
| "トラミーノ・100S" "トラミーノ・105p" | 70km/h                         | 80km/h                       | 61人(S100) 48人(S105p)                    | 8人(S100) 5人(S105p) | 138人(S100) 181人(S105p) | 105kW （三相誘導電動機）        | 420kW        |

## オルシュティン

### 概要

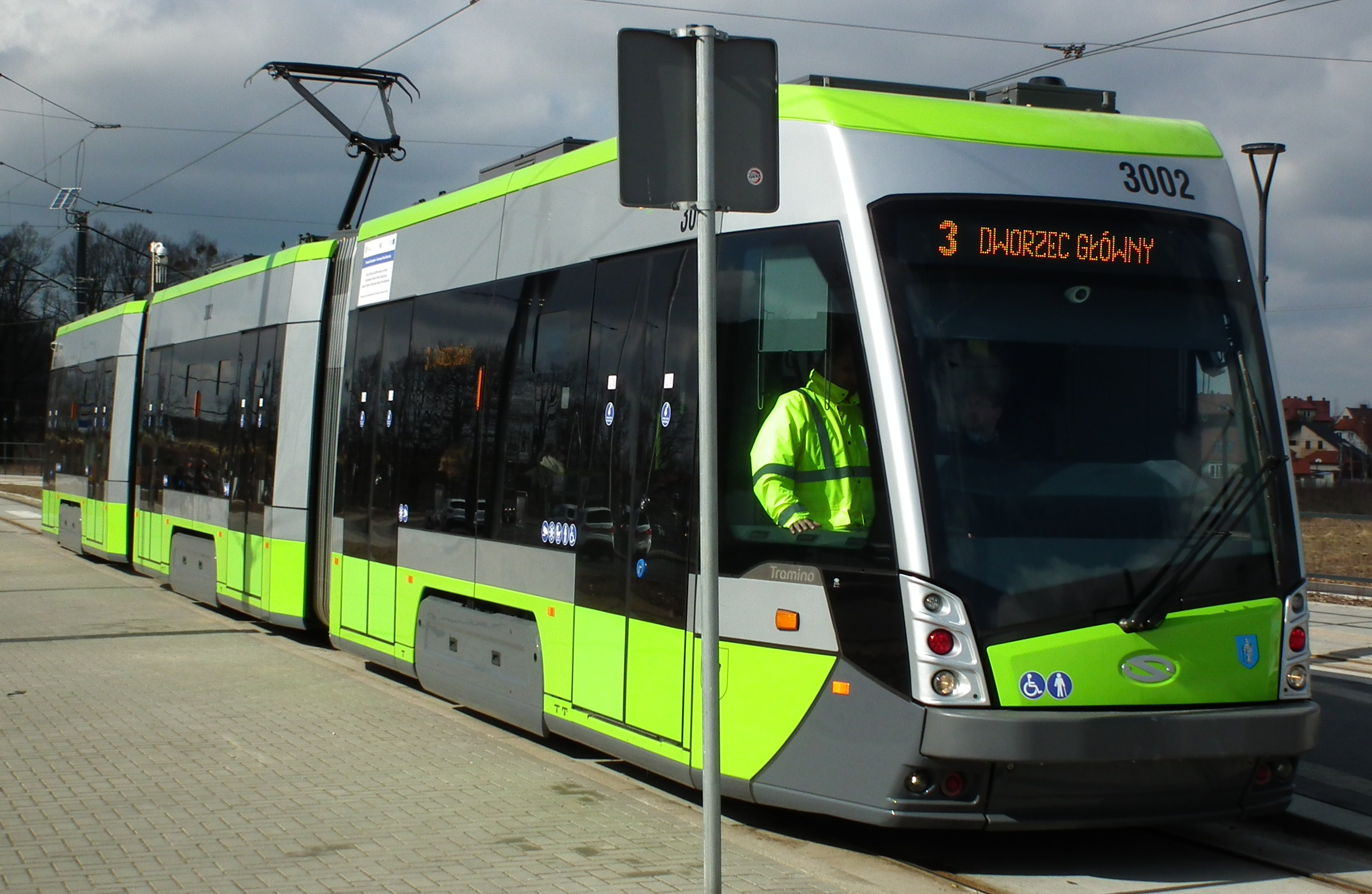
トラミーノ・S111o

1960年代に廃止されたポーランド・オルシュティンの路面電車（オルシュティン市電）が2015年12月19日に復活するにあたり導入されたのが、3車体連接式のトラミーノ・S111o（Tramino S111o）である。全車体が台車を有する両運転台の3車体連接車で、直流600 V（架空電車線方式）に対応する。車体幅はポーランドの路面電車で最大の2,500mmで、車内には冷暖房双方に対応した空調装置を搭載する。
2019年現在15編成（3001-3015）が導入されているが、2018年9月以降動力台車のベアリングの緩みが指摘された7編成が一時的に運用を離脱し、随時ソラリスの工場で修理が行われている。

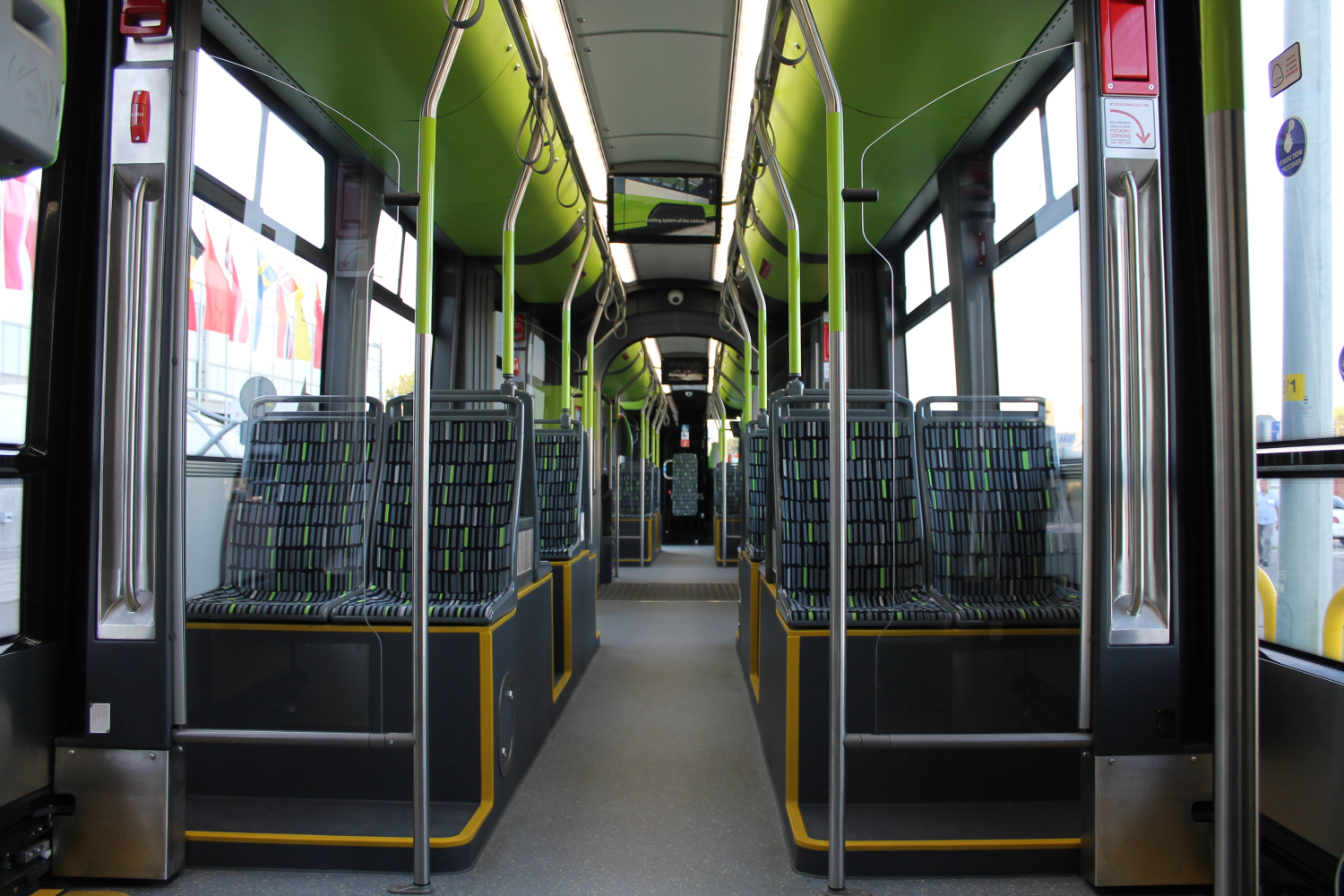
車内
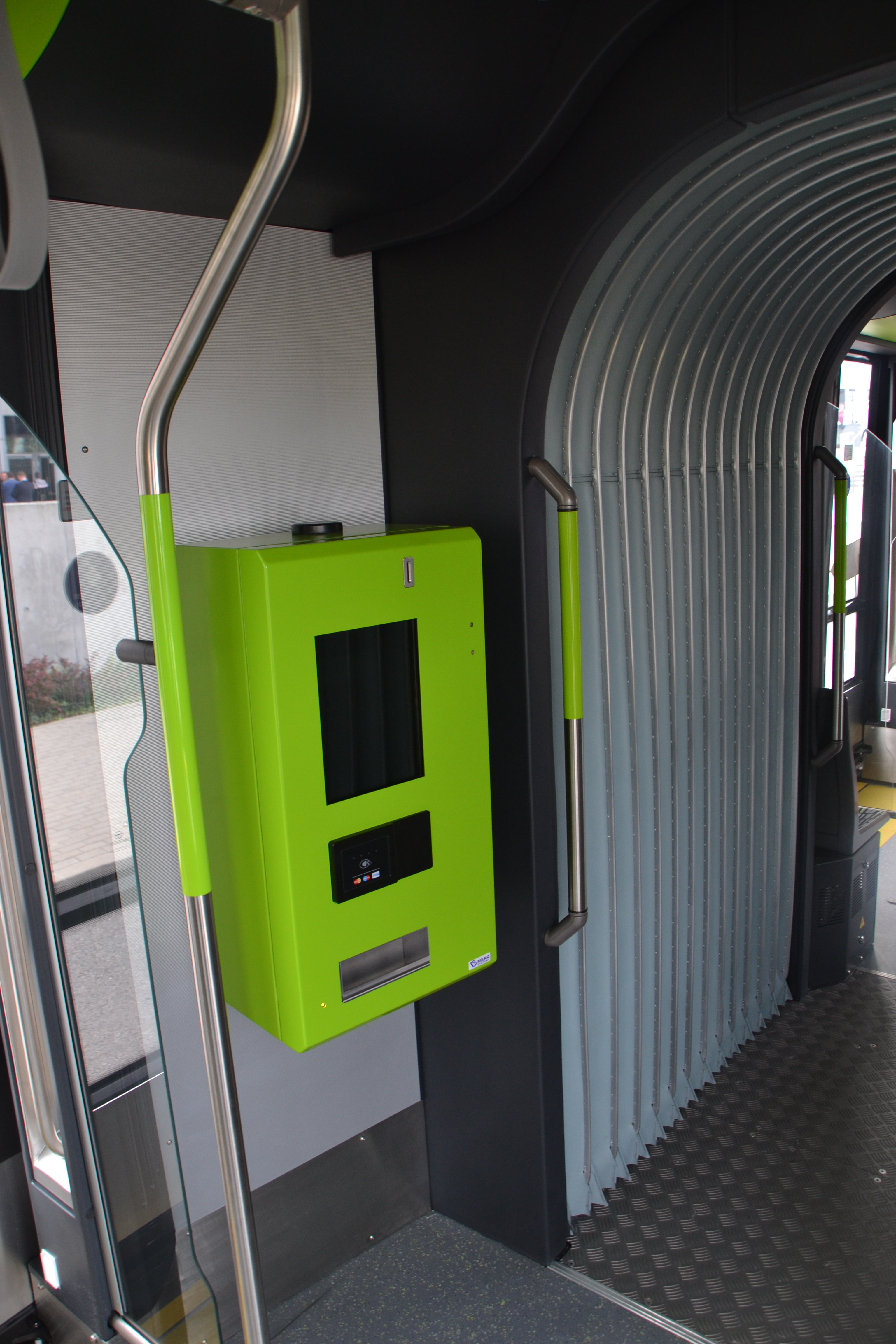
券売機
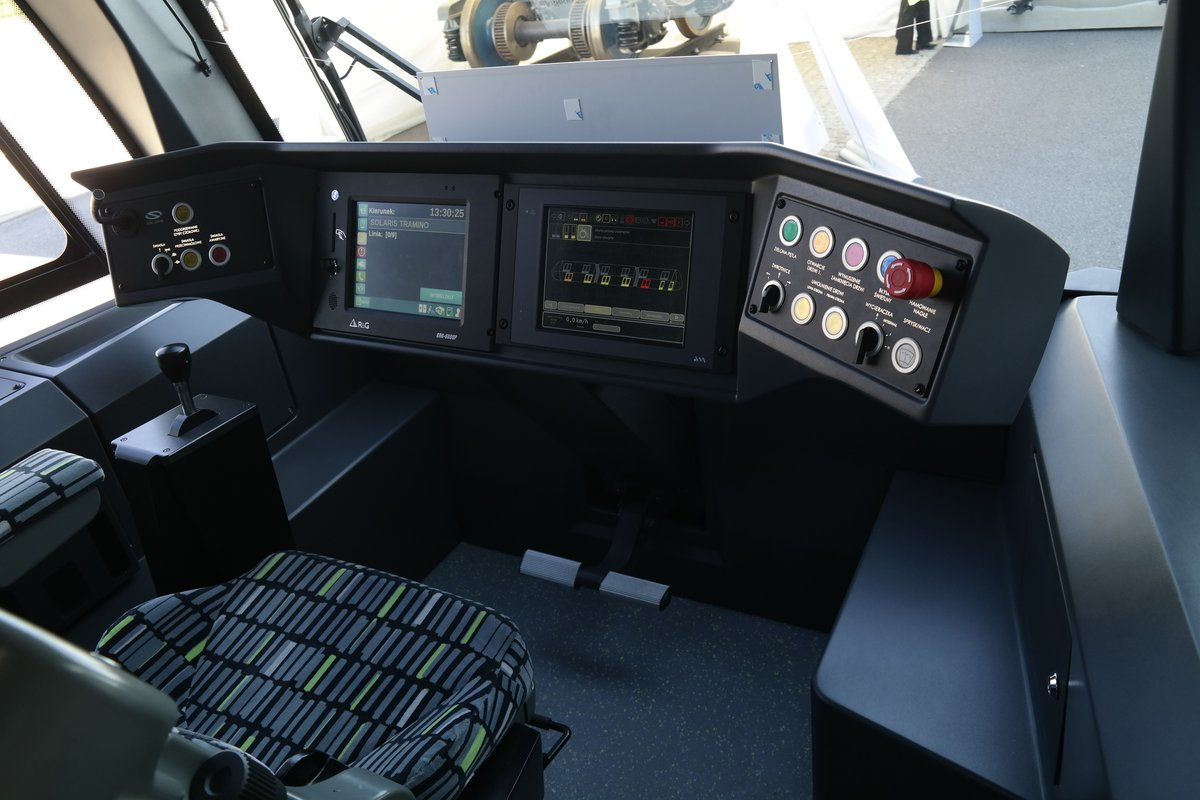
運転台

### 諸元
| 形式                | 製造年       | 総数              | 軌間     | 編成        | 運転台         | 台車数                          | 備考・参考 |
| ------------------- | ------------ | ----------------- | -------- | ----------- | -------------- | ------------------------------- | ---------- |
| "トラミーノ・S111o" | 2015         | 15編成(1001-1015) | 1,435mm  | 3車体連接車 | 両運転台       | 2基（動力台車） 1基（付随台車） | [ 13 ]     |
| "トラミーノ・S111o" | 全長         | 全幅              | 全高     | 床面高さ    | 低床率         | 車輪経                          | 重量       |
| "トラミーノ・S111o" | 29,300mm     | 2,500mm           | 3,800mm  | 360mm       | 100%           | 682mm                           | ？         |
| "トラミーノ・S111o" | 営業最高速度 | 設計最高速度      | 着席定員 | 立席定員    | フリースペース | 電動機出力                      | 編成出力   |
| "トラミーノ・S111o" | 70km/h       | 75km/h            | 43人     | 200人       | 2箇所          | 120kW （三相誘導電動機）        | 480kW      |

## イェーナ

### 概要

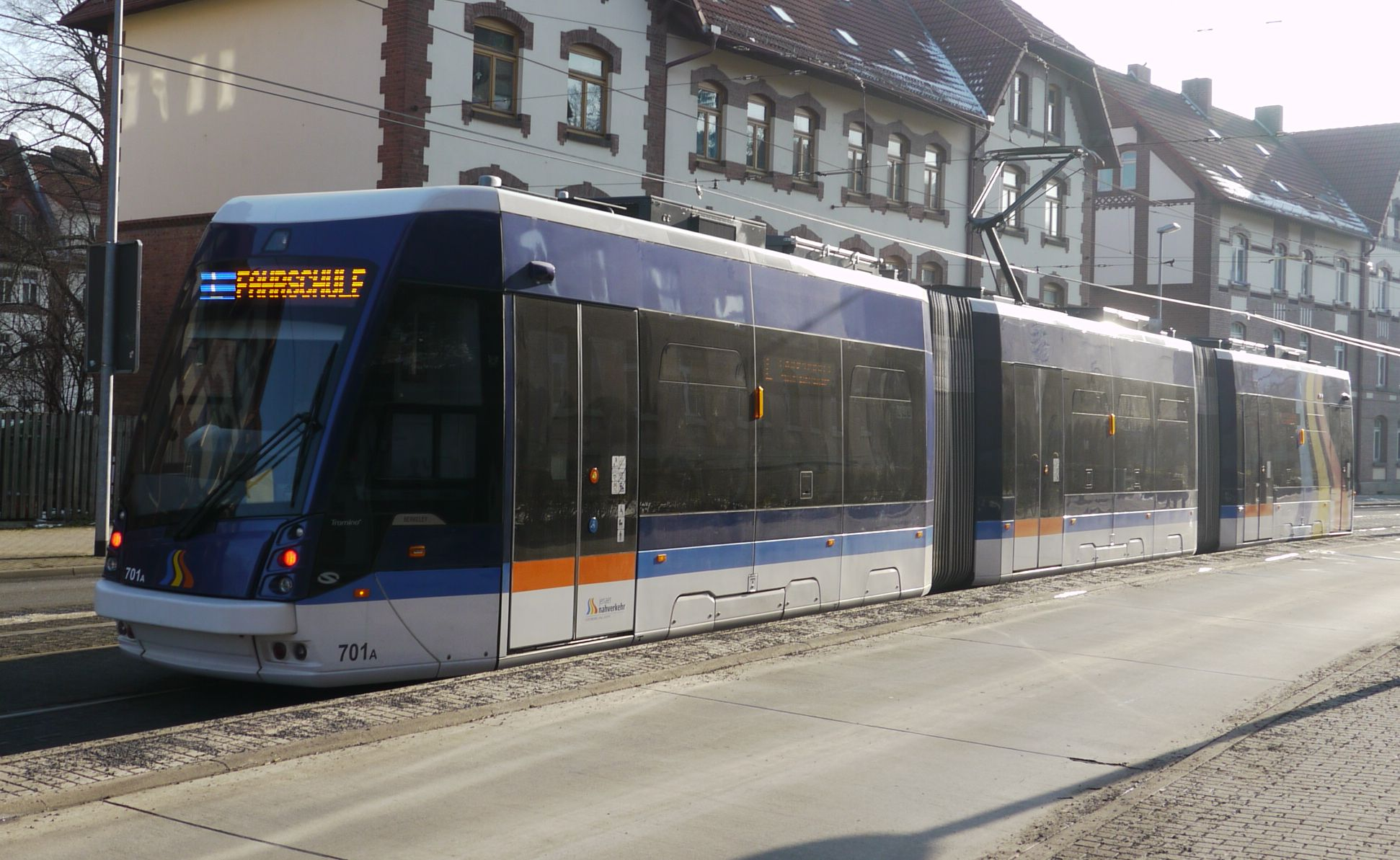
トラミーノ・S109j

ドイツ・イェーナを走るイェーナ市電に5編成（701-705）が導入されたトラミーノ・S109j（Tramino S109j）は、初めてドイツの都市に導入されたポーランド製の路面電車車両である。編成はドイツ各地に導入されている、車体ごとに台車が存在する"GTx"タイプの3車体連接式となっており、重量が均等に分散され連結部の負荷が削減される他線路の摩耗も抑えられる効果を持つ。顧客からの要望に基づき、ポーランド向けの車両と比べて座席数が増加している。電圧は直流600 V（架空電車線方式）に対応する。
2014年1月から営業運転を開始しており、各編成にはイェーナの姉妹都市（オーベルヴィリエ、バークレー、エアランゲン、ルゴジ、サンマルコス）にちなんだ愛称が付けられている。

### 諸元
| 形式                | 製造年       | 総数           | 軌間     | 編成        | 運転台数       | 台車数                            | 備考・参考    |
| ------------------- | ------------ | -------------- | -------- | ----------- | -------------- | --------------------------------- | ------------- |
| "トラミーノ・S109j" | 2013         | 5編成(701-705) | 1,000mm  | 3車体連接車 | 両運転台       | 1基（電動機2基） 2基（電動機1基） | [ 15 ] [ 17 ] |
| "トラミーノ・S109j" | 全長         | 全幅           | 全高     | 床面高さ    | 低床率         | 車輪経                            | 重量          |
| "トラミーノ・S109j" | 29,300mm     | 2,300mm        | 3,600mm  | 360mm       | 100%           | 662mm                             | 39.5t         |
| "トラミーノ・S109j" | 営業最高速度 | 設計最高速度   | 着席定員 | 立席定員    | フリースペース | 電動機出力                        | 編成出力      |
| "トラミーノ・S109j" | 70km/h       | 75km/h         | 61人     | 103人       | 2箇所          | 90kW （三相誘導電動機）           | 360kW         |

## ブラウンシュヴァイク

### 概要

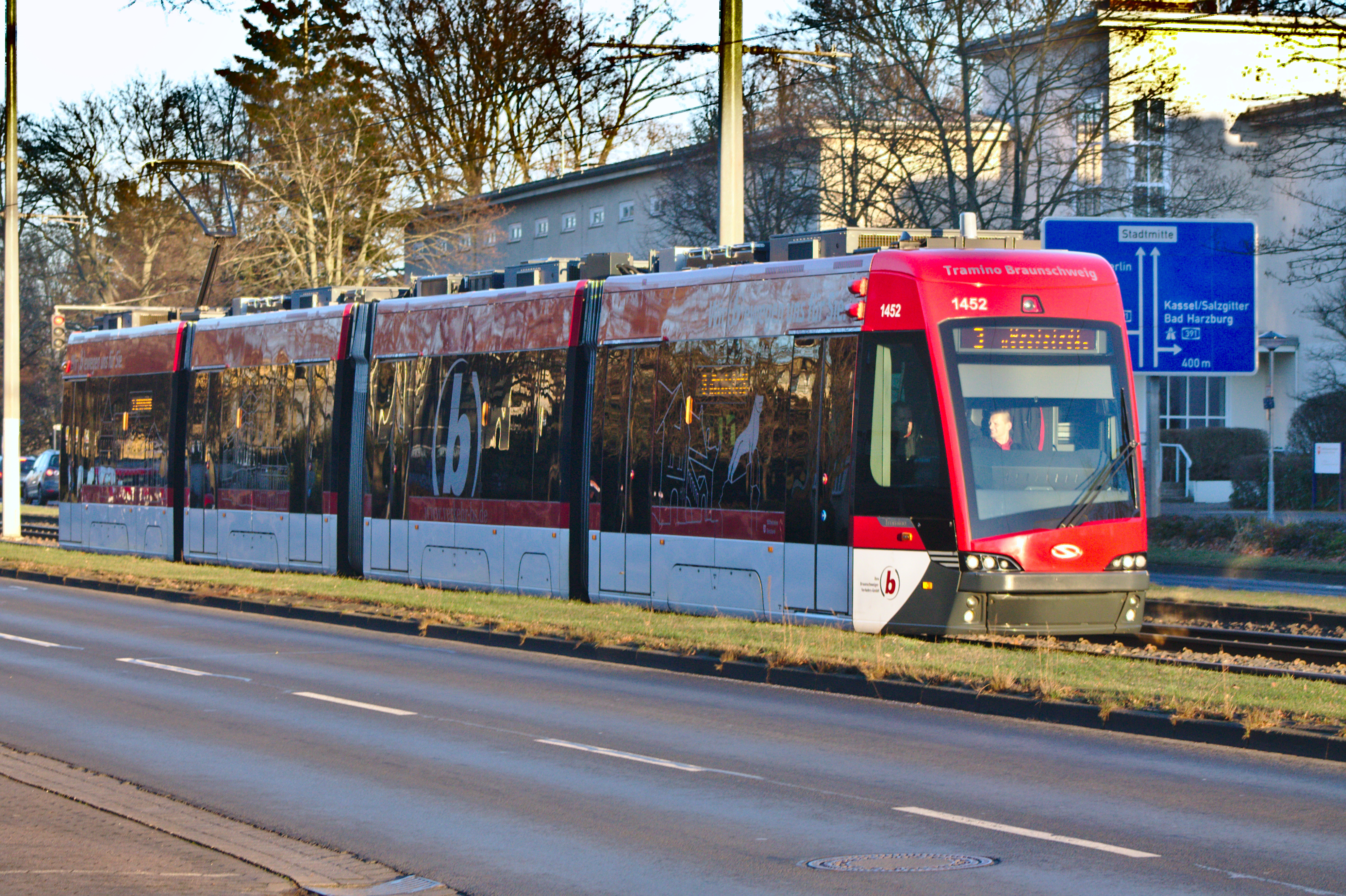
トラミーノ・S110b

2012年7月5日、ドイツ・ブラウンシュヴァイクでブラウンシュヴァイク市電を運営するブラウンシュヴァイク路面電車会社 (BSVG)は、片運転台式の4車体連接車であるトラミーノ・S110b（Tramino S110b）を15編成導入する契約を交わし、翌2013年5月21日には3編成が追加発注された。直流600 V・軌間1,100 mmというブラウンシュヴァイク市電の条件を満たした設計で、中間車体の車内には車椅子やベビーカーを設置する事が出来るフリースペースが1箇所設置されている。2015年4月13日から営業運転を開始し、市電の全車両のうち85％が超低床電車となった。
更に2017年6月29日には塗装変更やフリースペースの増設、回生ブレーキの搭載などの改良を施した"トラミーノⅡ"（Tramino II）の発注が実施された。2019年8月から12月にかけて7編成（1951-1957）が導入される予定となっており、試運転を経た同年12月の営業運転開始をもってブラウンシュヴァイク市電の全列車が超低床電車となる。

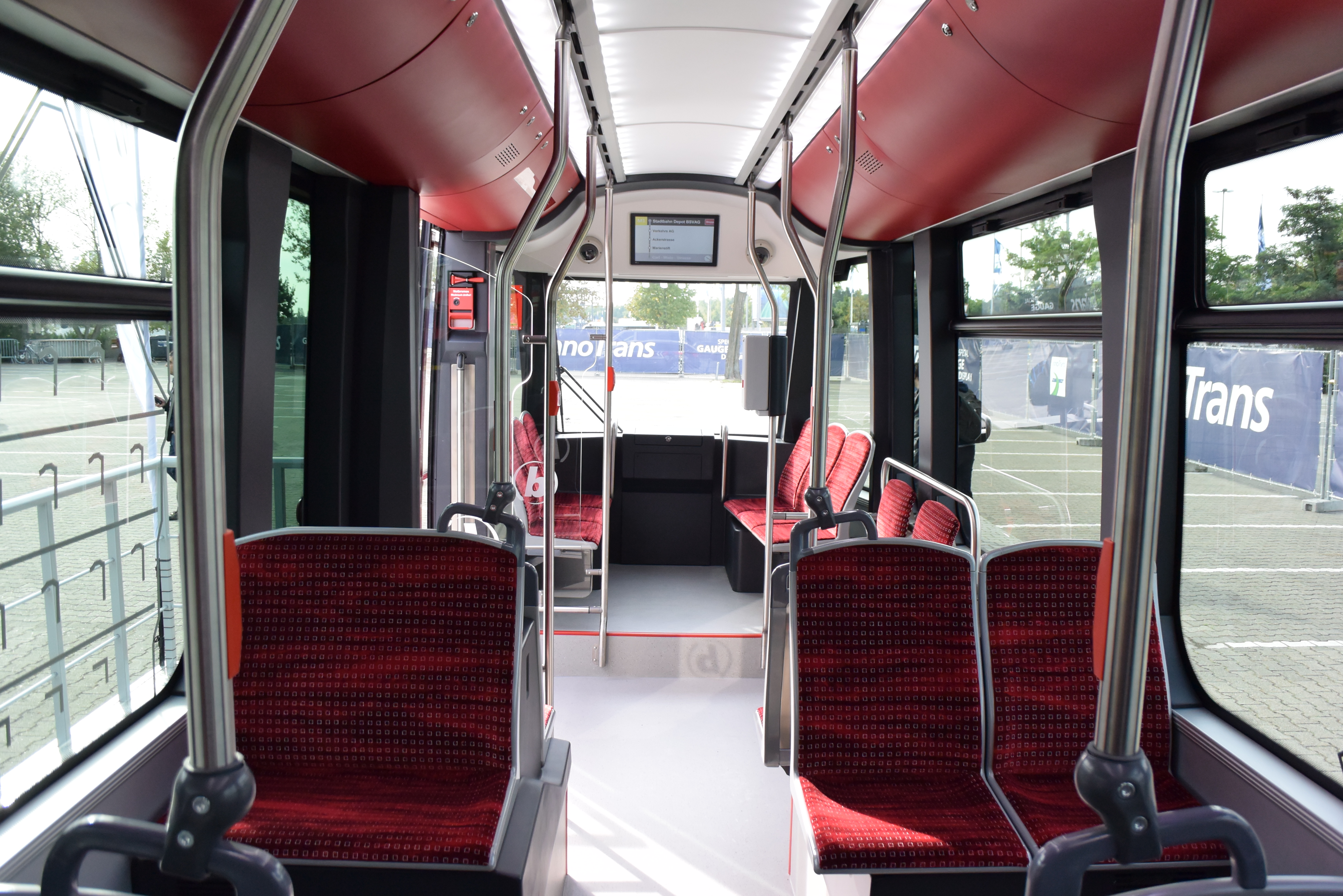
車内
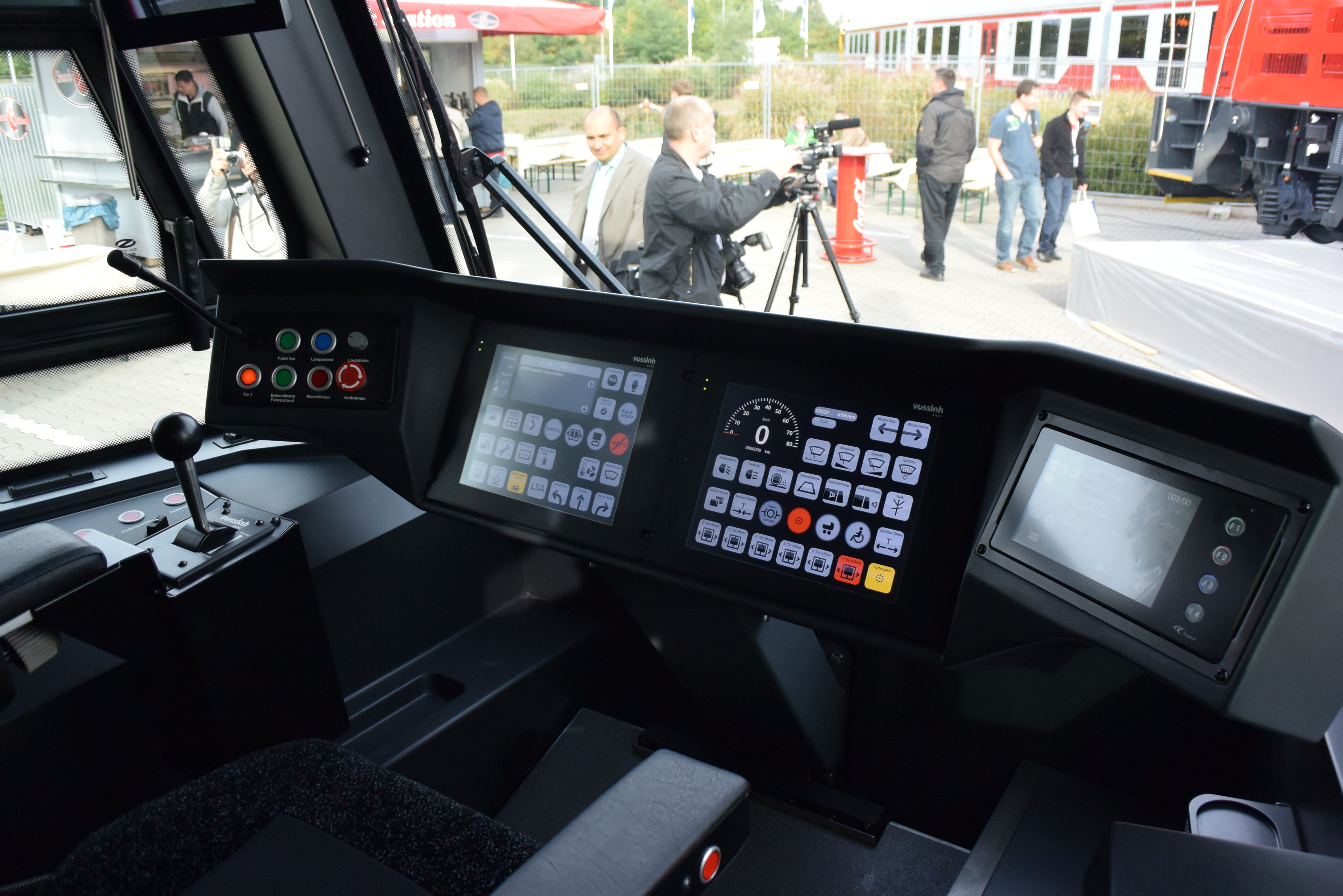
運転台
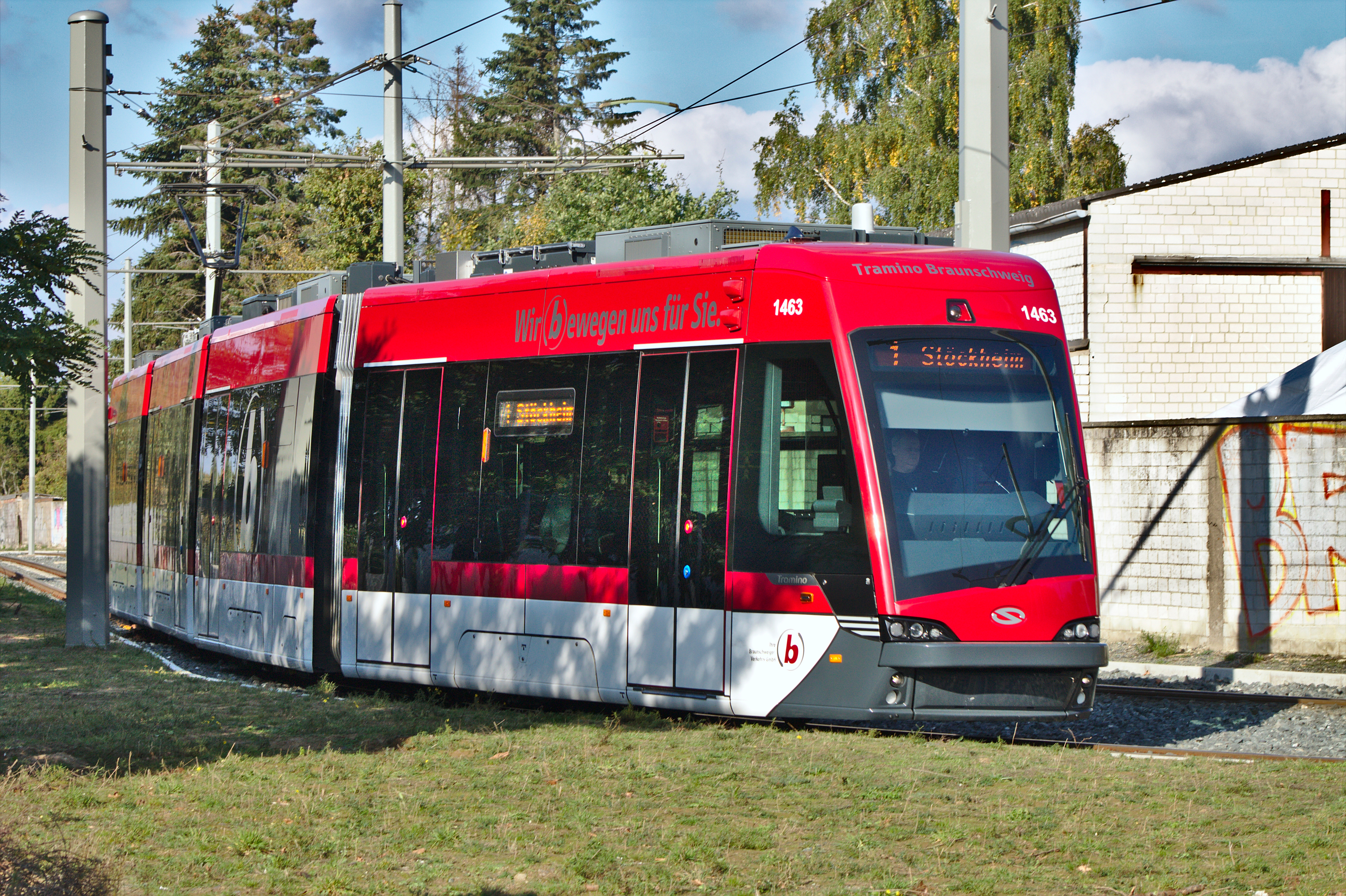
乗降扉は片側の側面にのみ設置されている

### 諸元
| 形式                | 製造年       | 総数              | 軌間     | 編成        | 運転台数       | 台車数                            | 備考・参考    |
| ------------------- | ------------ | ----------------- | -------- | ----------- | -------------- | --------------------------------- | ------------- |
| "トラミーノ・S110b" | 2014-15      | 18編成(1451-1468) | 1,100mm  | 4車体連接車 | 片運転台       | 1基（電動機2基） 3基（電動機1基） | [ 18 ] [ 22 ] |
| "トラミーノ・S110b" | 全長         | 全幅              | 全高     | 床面高さ    | 低床率         | 車輪経                            | 重量          |
| "トラミーノ・S110b" | 35,740mm     | 2,300mm           | 3,560mm  | 360mm       | 100%           | 662mm                             | ？            |
| "トラミーノ・S110b" | 営業最高速度 | 設計最高速度      | 着席定員 | 立席定員    | フリースペース | 電動機出力                        | 編成出力      |
| "トラミーノ・S110b" | 70km/h       | 75km/h            | 90人     | 121人       | 1箇所          | 90kW （三相誘導電動機）           | 450kW         |

## ライプツィヒ

### 概要

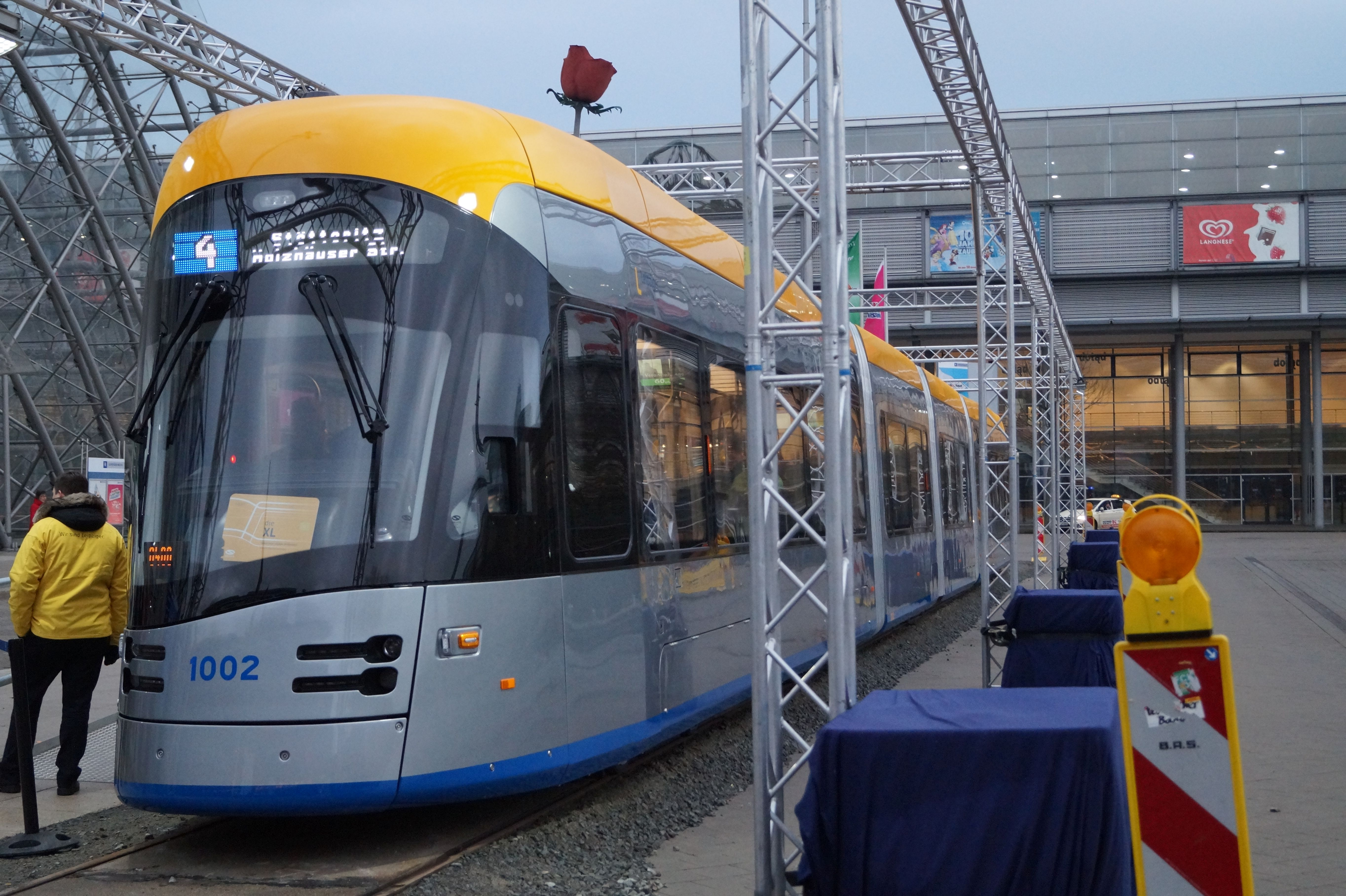
ライプツィヒ市電NGT10形
（トラミーノ・XL）

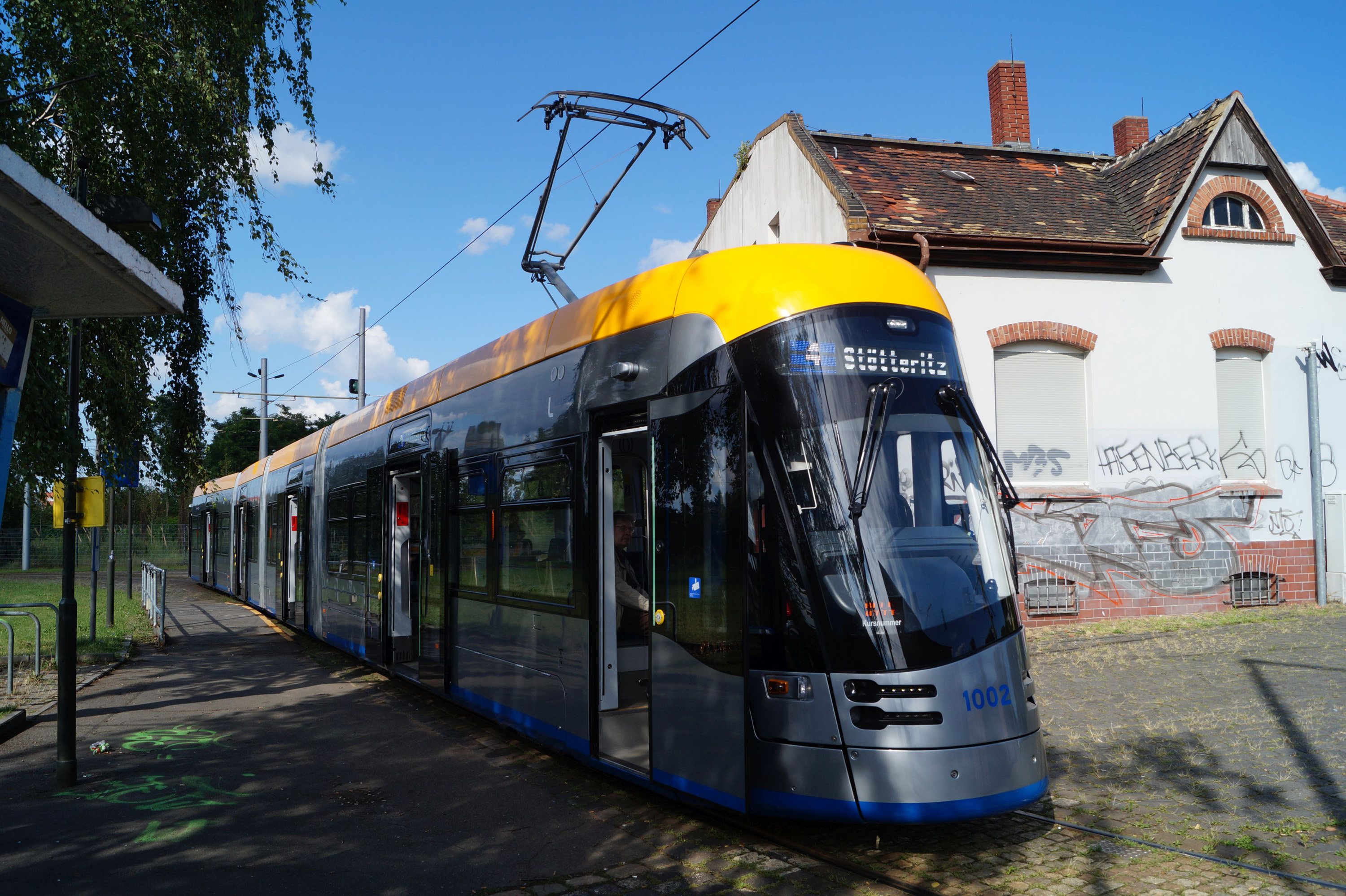
営業運転中の車両（1002）

2015年、ドイツ・ライプツィヒでライプツィヒ市電を運営しているライプツィヒ運輸有限会社（LVB）は、1969年から1986年まで導入され1990年代の更新工事を経て長期に渡り使用されていたタトラカー（T4D-M形）を置き換えるために4車体連接式のトラミーノを導入する契約を交わした。直流600 V・750 V（架空電車線方式）双方に対応し、急な曲線が多いライプツィヒ市電の線形に適した設計になっており、37-38m級の長大編成である事からトラミーノ・XL（Tramino XL）の愛称が付けられている。先頭・後部車両に2基ずつ存在する動力台車は車軸付きのボギー台車であり、その部分を除いた車内の65％が低床構造となっている。
2016年12月21日に最初の編成（1001）がライプツィヒに到着し、試運転の後2017年7月13日に実施された出発式から営業運転を開始した。追加発注も含めて61編成（1001-1061）が導入される計画であり、これらの編成にはライプツィヒの地名にちなんだ愛称が付けられる事になっている。

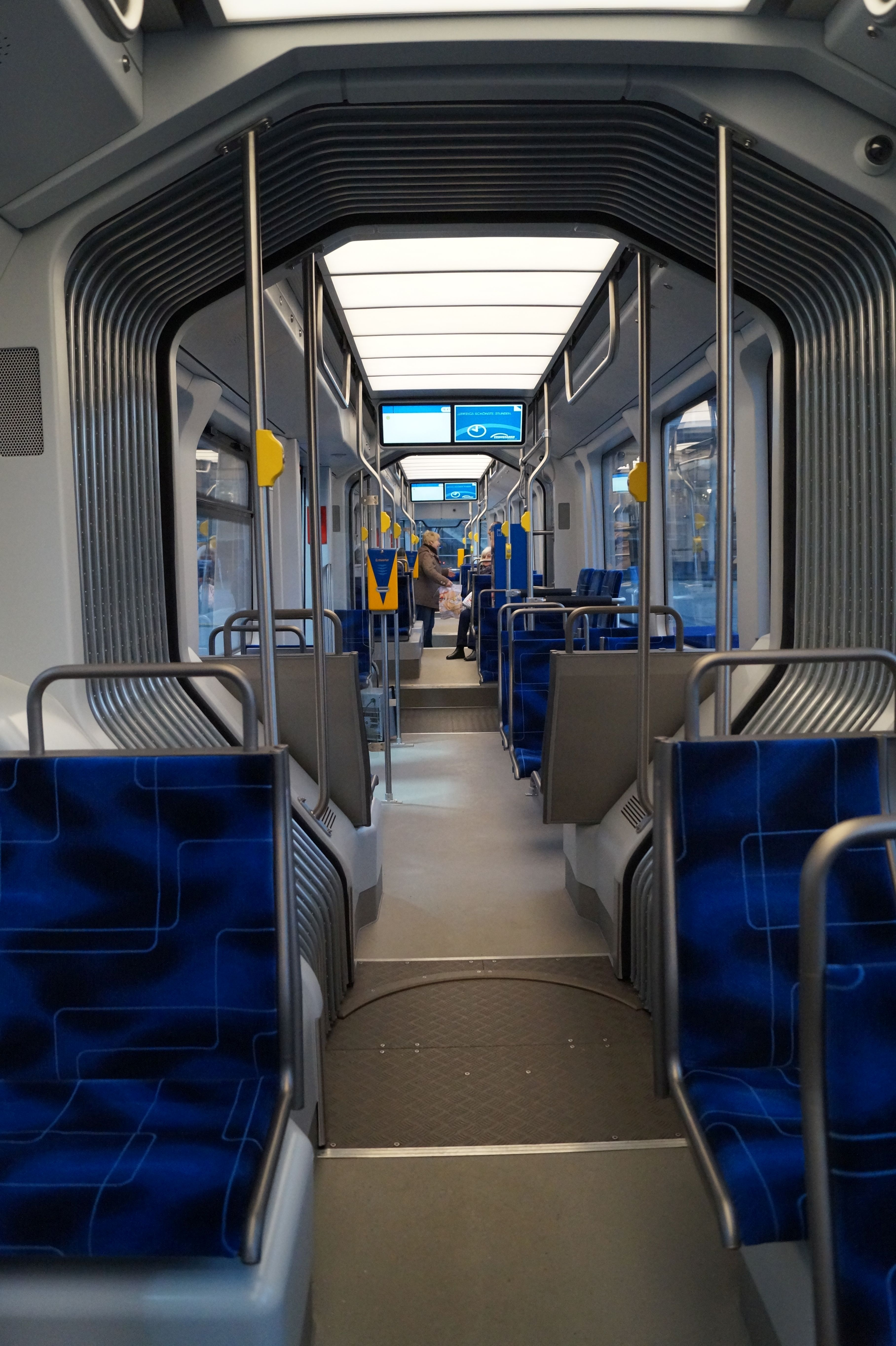
車内
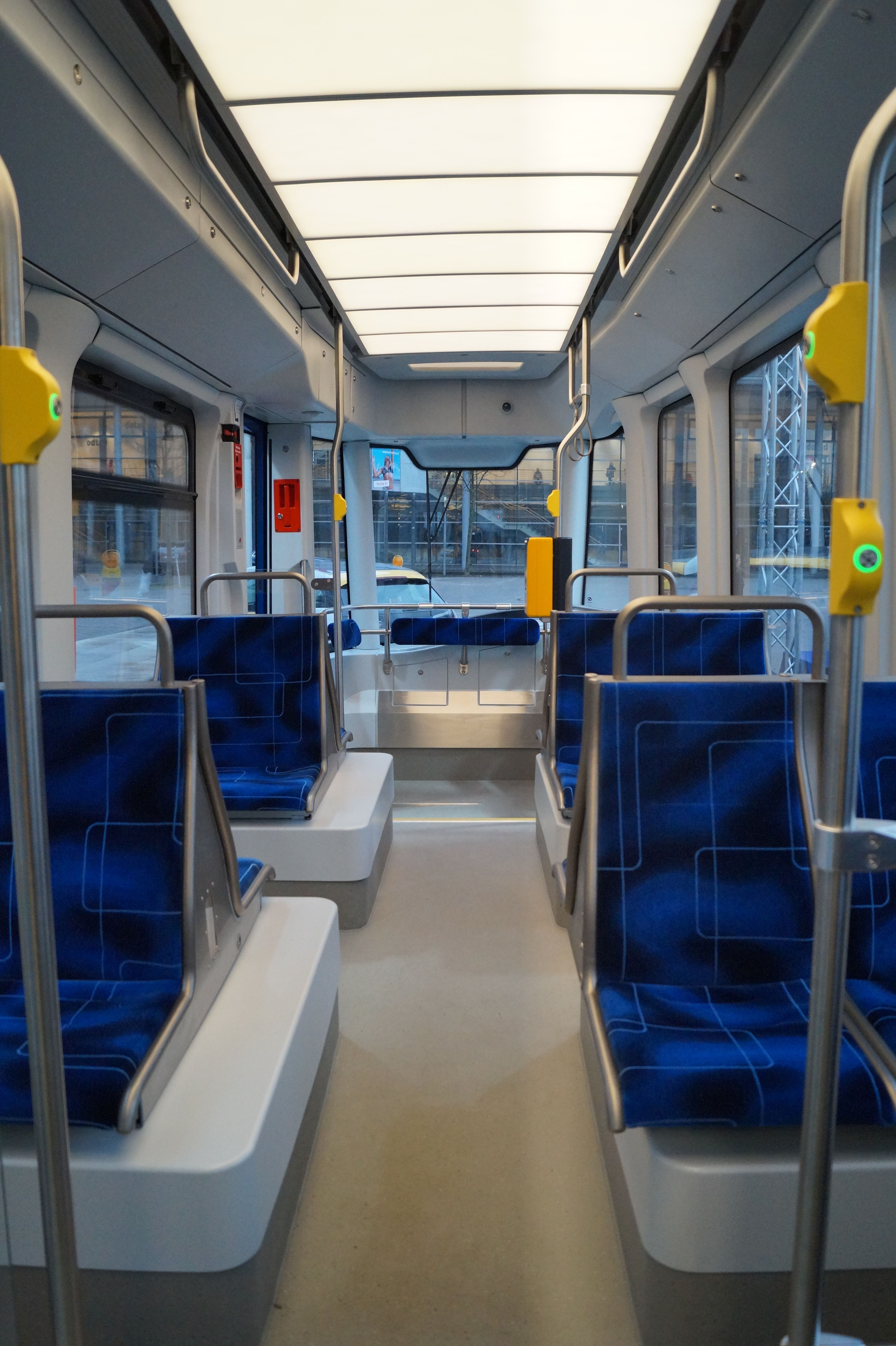
車内（後部車両）
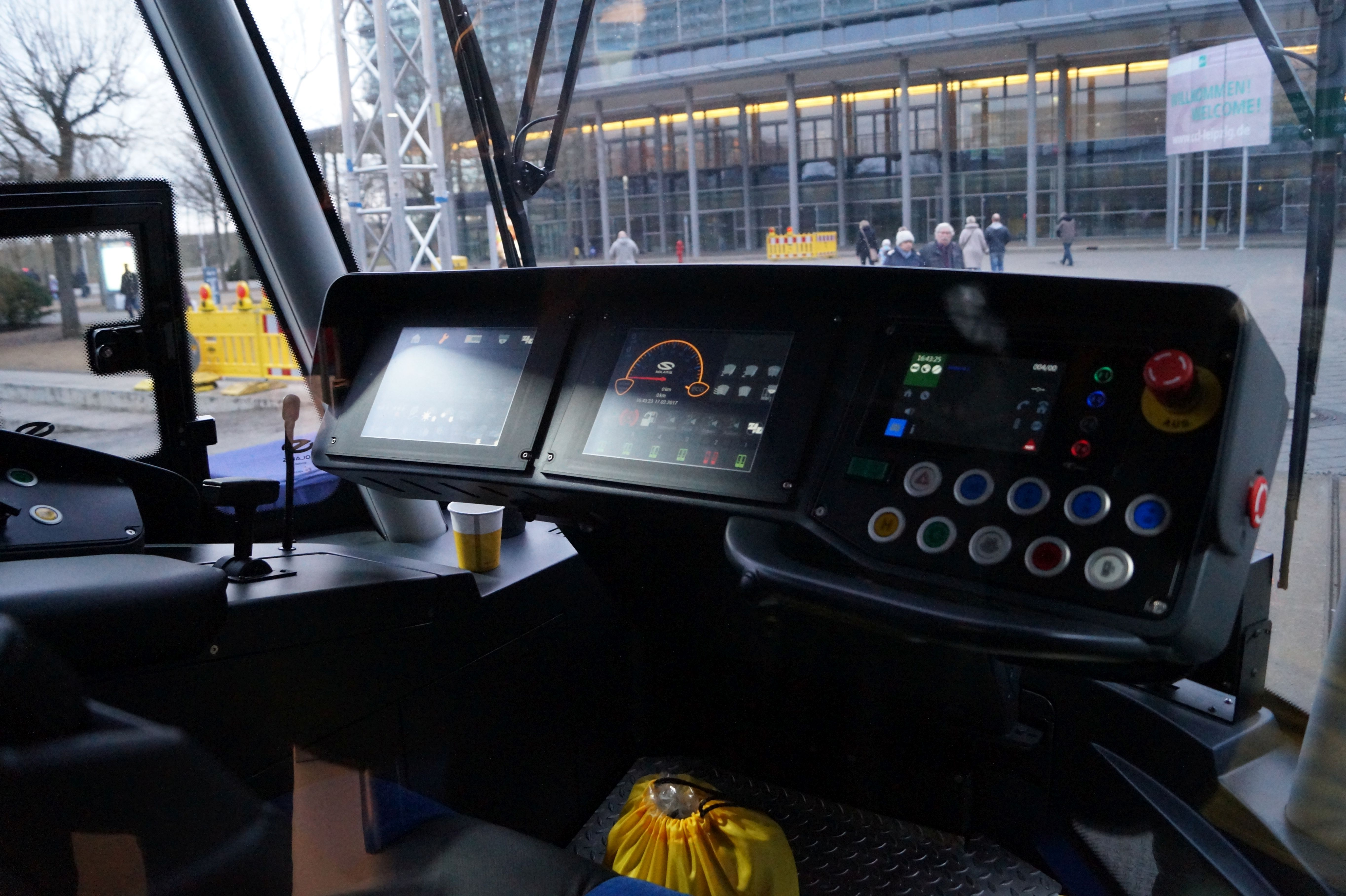
運転台
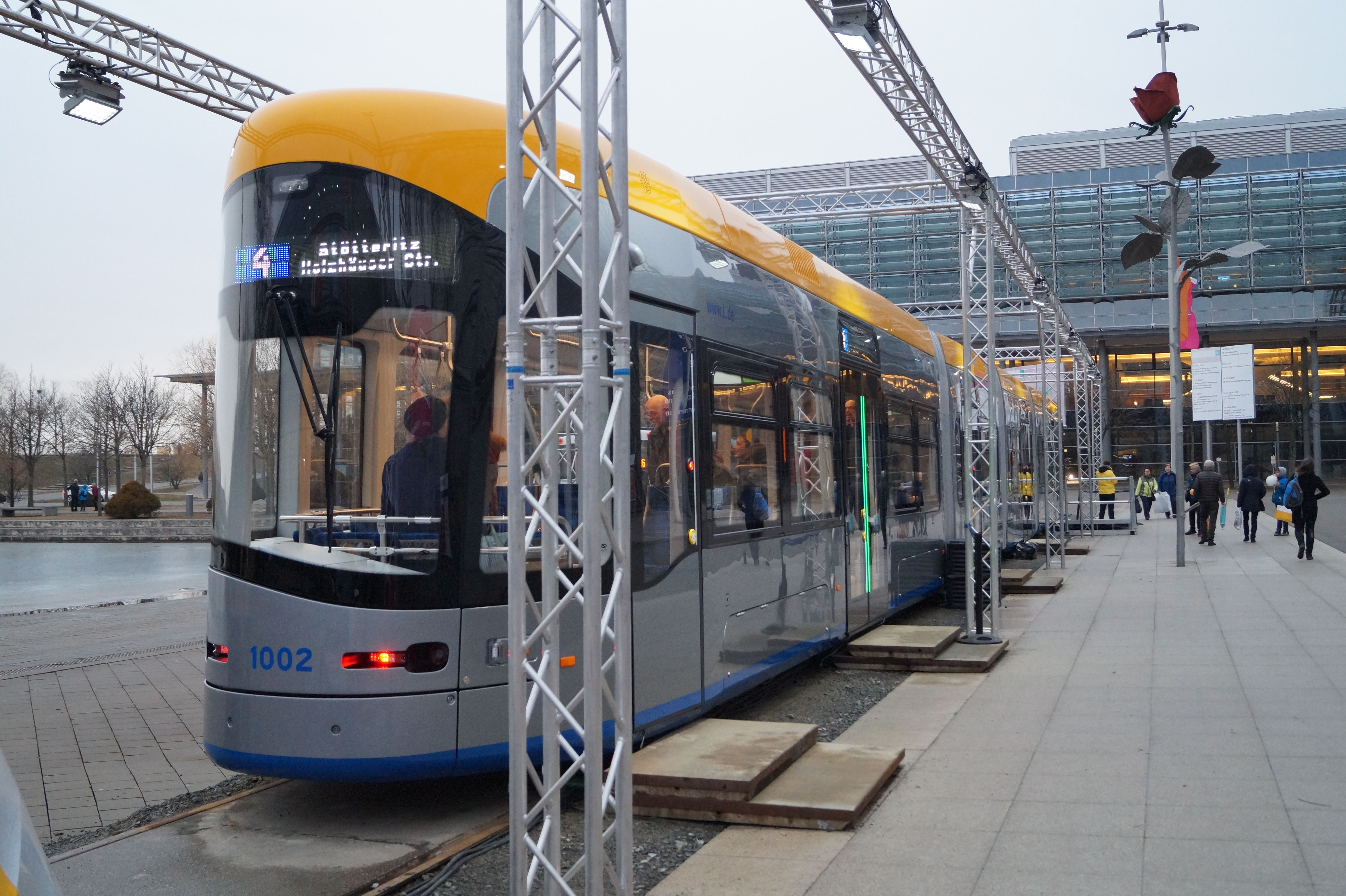
後部車両には運転台がない
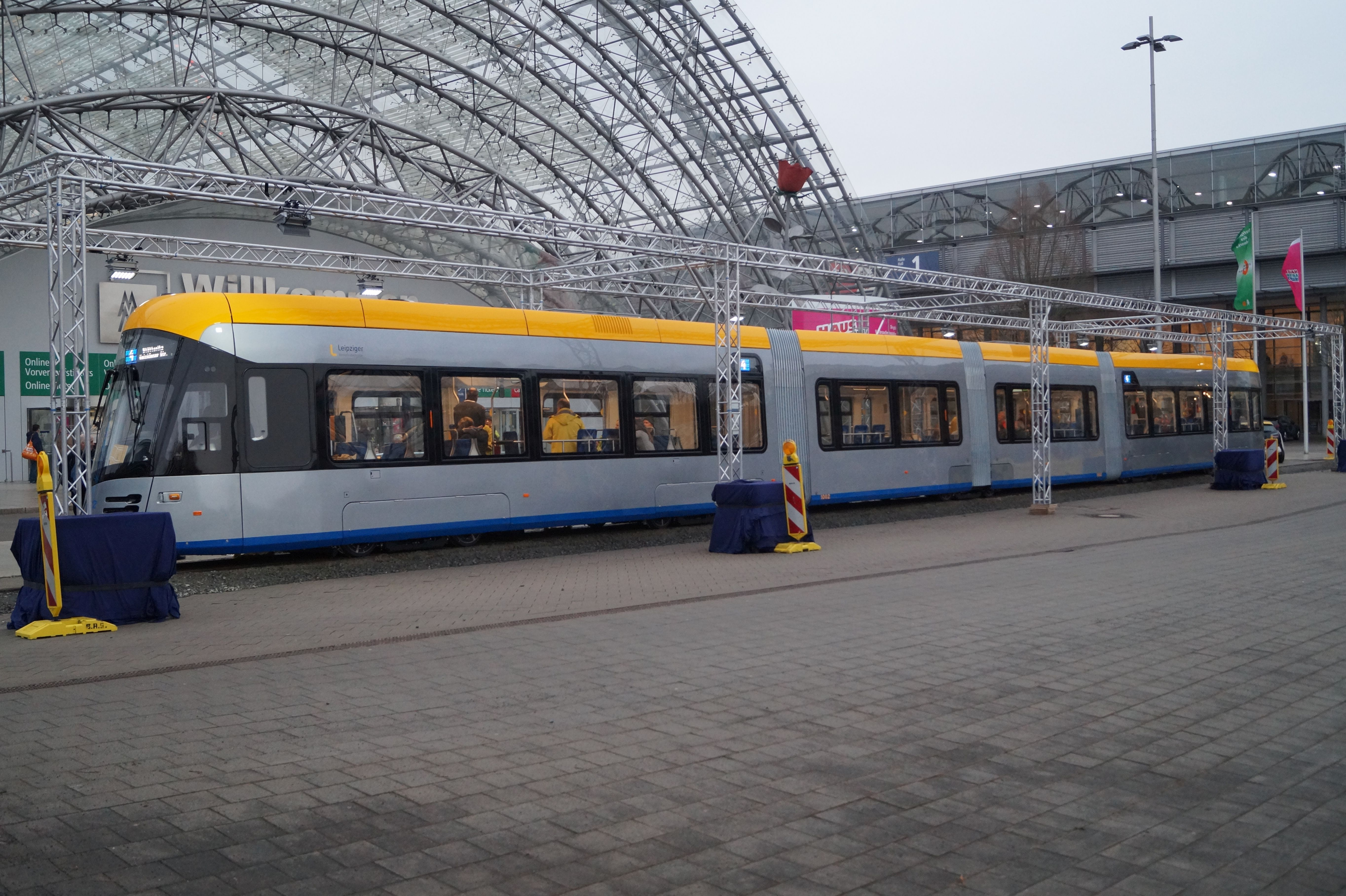
運転台から左の側面には乗降扉がない

### 諸元
| 形式                                  | 製造年       | 総数                       | 軌間     | 編成        | 運転台                  | 台車数                          | 備考・参考 |
| ------------------------------------- | ------------ | -------------------------- | -------- | ----------- | ----------------------- | ------------------------------- | ---------- |
| NGT10形 (XL形、39形) "トラミーノ・XL" | 2016-20      | 61編成（予定） (1001-1061) | 1,458mm  | 4車体連接車 | 片運転台                | 4基（動力台車） 1基（付随台車） | [ 29 ]     |
| NGT10形 (XL形、39形) "トラミーノ・XL" | 全長         | 全幅                       | 全高     | 床面高さ    | 低床率                  | 車輪経                          | [ 29 ]     |
| NGT10形 (XL形、39形) "トラミーノ・XL" | 37,630mm     | 2,300mm                    | 3,498mm  | 590mm       | 65%                     | 600mm                           | [ 29 ]     |
| NGT10形 (XL形、39形) "トラミーノ・XL" | 営業最高速度 | 重量                       | 着席定員 | 立席定員    | 電動機出力              | 編成出力                        | [ 29 ]     |
| NGT10形 (XL形、39形) "トラミーノ・XL" | 70km/h       | ？                         | 75人     | 145人       | 85kW （三相誘導電動機） | 340kW                           | [ 29 ]     |

## 未導入事例
ポーランド・クラクフでクラクフ市電を運営するMPKクラクフは、老朽化した高床式車両の置き換えを目的に2018年1月16日に35編成のオプションを含む50編成の製造契約をソラリスと交わした。全長は33.4mで、従来の車両と比べ車幅が2,400mmに拡張される予定であった。安全対策のため車体にはクラッシャブルゾーンが設置されている他、架線からの電力供給に加えて停電などの非常事態には蓄電池を用い短距離（3km）の走行が可能となる設計であった。計画上の着席定員は80人、立席定員は227人だった。
契約時点では2020年から導入が開始される予定であったが、最終的にシュタッドラー・レールが展開するタンゴを基にした車両（"ライコニク"）へと計画が変更されため、クラクフ市電向けのトラミーノが製造されることはなかった。

## 参考資料
- Solaris Bus & Coach S.A. (2017年). “DIRECTION Tramino” (PDF) (英語). 2019年9月11日閲覧。